# Onthophagus angustatus
Onthophagus angustatus är en skalbaggsart som beskrevs av Antoine Boucomont 1914. Onthophagus angustatus ingår i släktet Onthophagus och familjen bladhorningar. Inga underarter finns listade i Catalogue of Life.